# Microcephalops angustifacies
Microcephalops angustifacies är en tvåvingeart som först beskrevs av Hardy 1949.  Microcephalops angustifacies ingår i släktet Microcephalops och familjen ögonflugor. Inga underarter finns listade i Catalogue of Life.